# Cathédrale de Fano
La cathédrale de Fano est une église catholique romaine de Fano, en Italie. Il s'agit de la cathédrale du diocèse de Fano-Fossombrone-Cagli-Pergola.

## Histoire

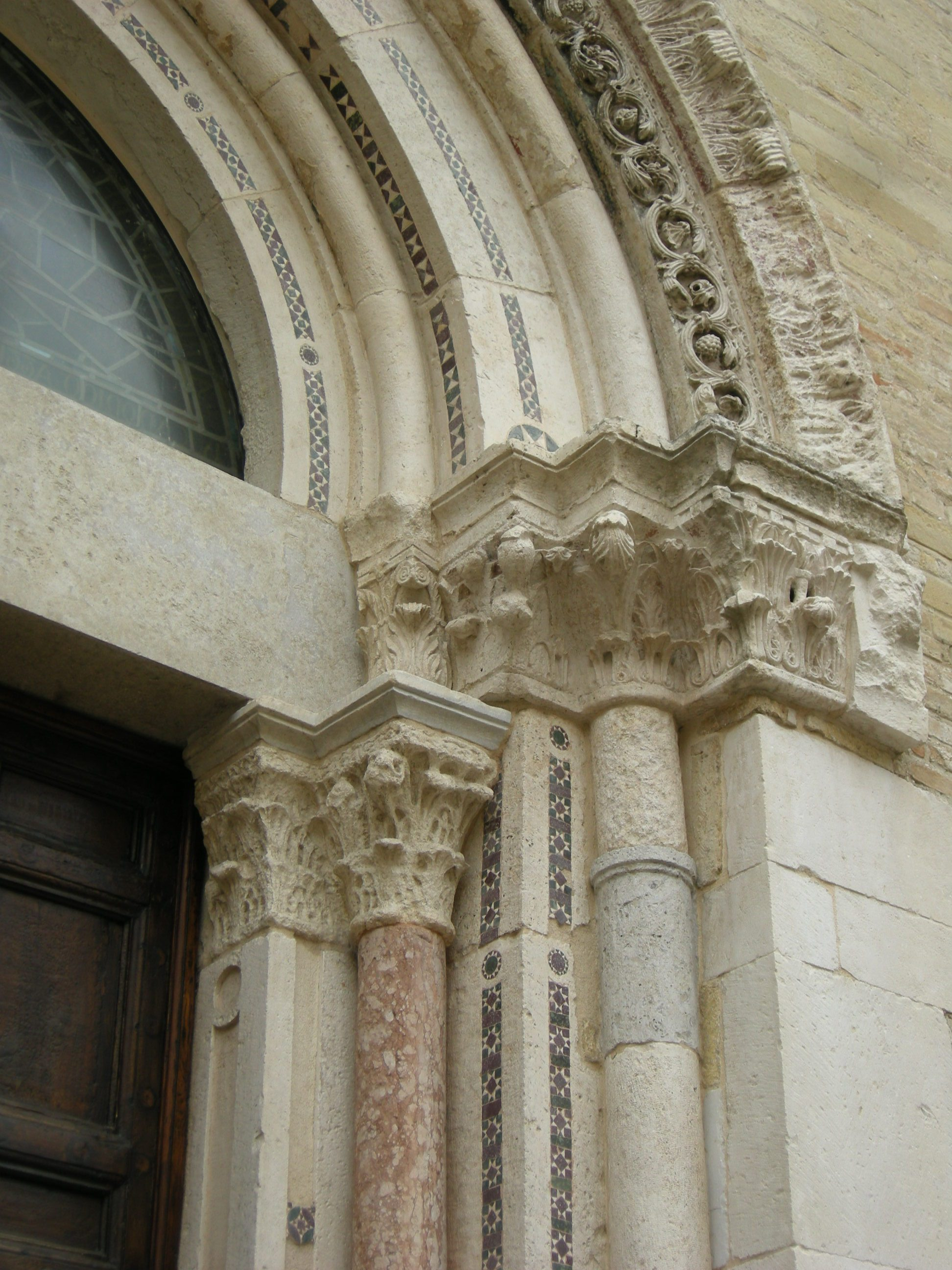
Détail du portail

La cathédrale actuelle a été construite au XIIe siècle dans le style roman, à la place d'une église précédente détruite par un incendie en 1124, qui, étant l'église principale de Fano, s'appelait Santa Maria la maggiore. La destruction de cette église primitive est attestée par une plaque, placée à l'intérieur de l'église, murée sous l'orgue : on y rapporte qu'après la destruction de l'ancien bâtiment par un incendie, sous l'évêque Rainaldo (1136-1159), la nouvelle cathédrale a été bâtie par la main du maître Rainerio ; on suppose que le bâtiment a été consacré vers 1140.
La nouvelle structure avait trois nefs se terminant par trois absides, avec une crypte sous le presbytère. Au XVIe siècle, les deux absides latérales furent transformées en chapelles, tandis que l'abside centrale fut agrandie ; à la même époque, la crypte fut détruite et la zone presbytérale abaissée. Les chapelles latérales des nefs, construites au XIVe siècle au nombre de huit, ont été réduites à six au XXe siècle, en raison de l'ouverture des deux entrées latérales. Le clocher est une œuvre récente, le précédent ayant été détruit par les Allemands pendant la Seconde Guerre mondiale. Il compte cinq cloches, coulées par De Poli de Vittorio Veneto en 1965, qui à l'origine étaient électrifiées avec élan, puis ont été modifiées avec un battant à chute rapide pour augmenter la stabilité du clocher.

## Description

### Art et architecture

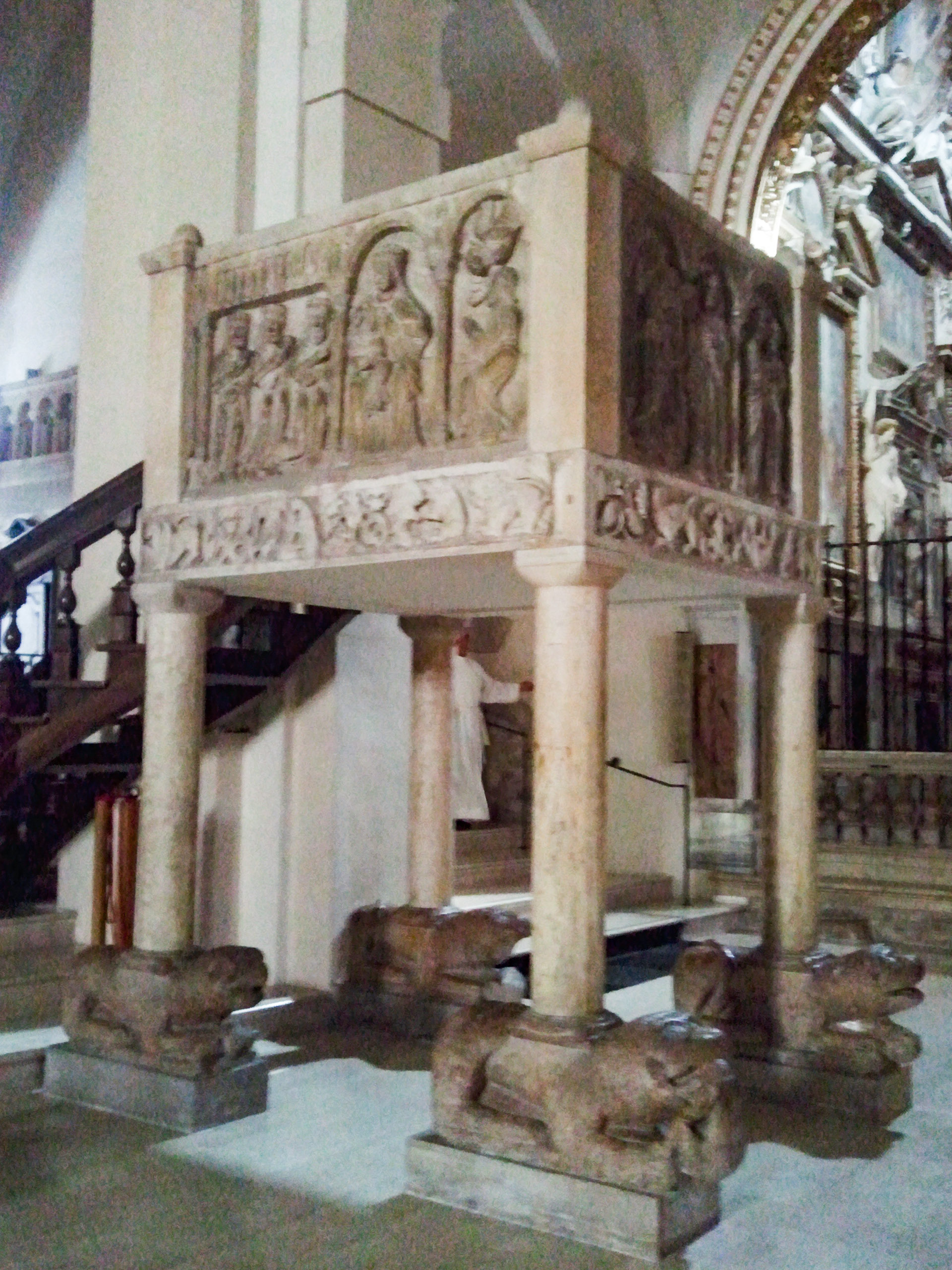
La chaire

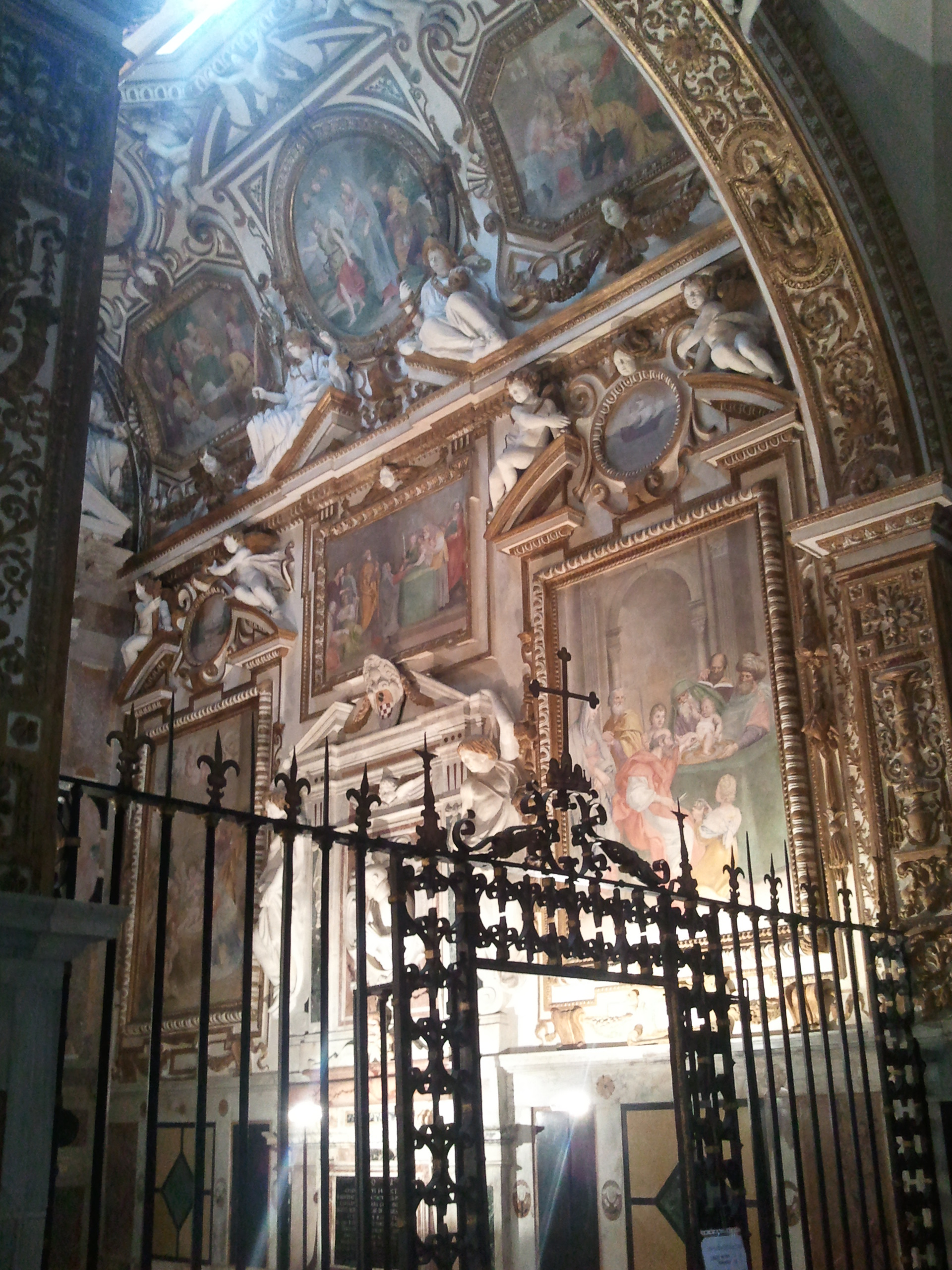
la Chapelle Nolfi, XVIIe siècle.

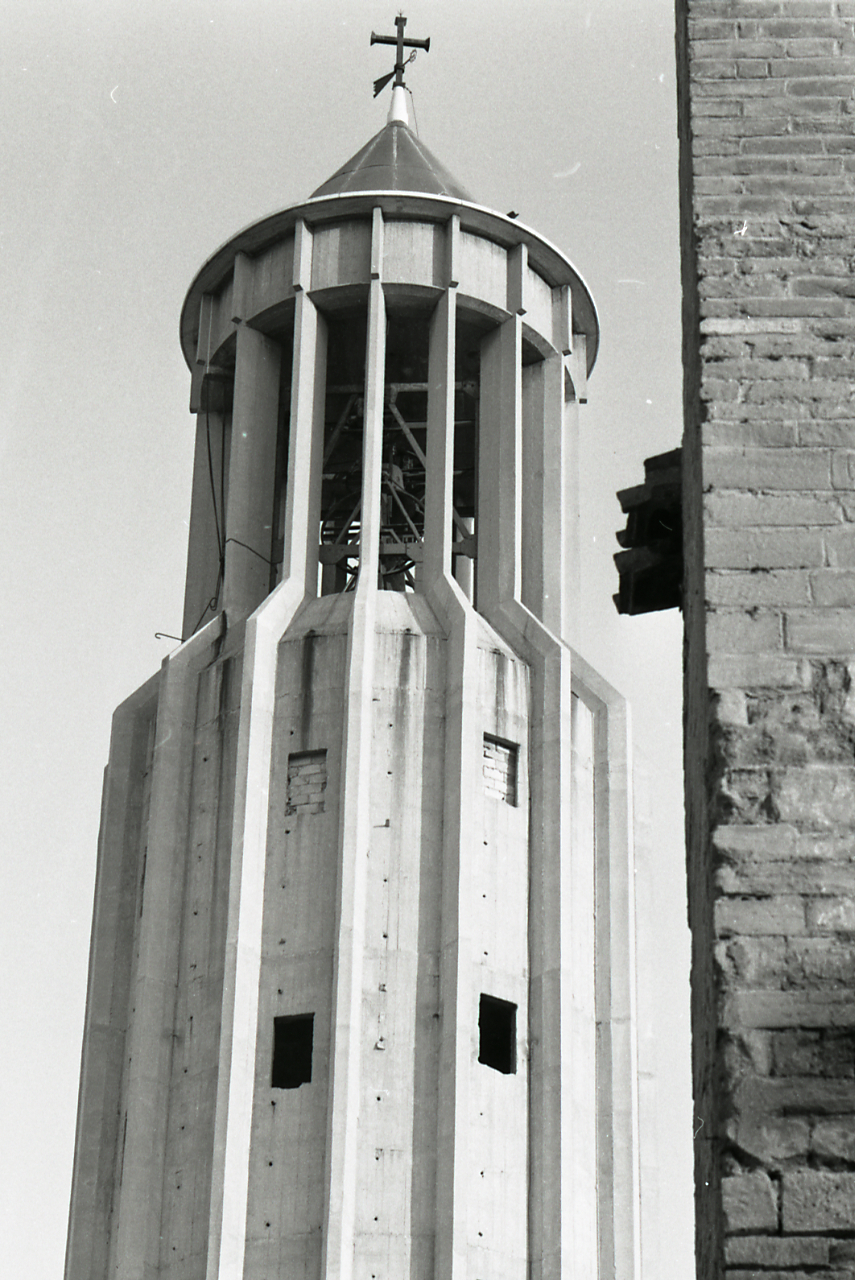
Détail du clocher moderne, construit par l'architecte Flavio Venturi (1924 - 2003), sur la base du précédent appelé Torre del Belisario. Photo de Paolo Monti, 1969.

La façade est la partie qui a le mieux conservé sa structure romane d'origine, grâce aux travaux de restauration effectués durant vingt ans, au XXe siècle. Sa structure est tripartite avec un profil à pignon. Dans les deux parties externes sont incluses de fausses loggias. La partie centrale comporte un beau portail.
L'intérieur est à trois nefs, divisées par des piliers. La chaire a une valeur historique et artistique : elle a été réassemblée dans la première moitié du XXe siècle en utilisant les divers éléments qui, soit avaient été murés dans une réutilisation ultérieure, soit se trouvaient éparpillés autour de la cathédrale, toujours utilisés à d'autres fins. Elle est constituée de plaques de marbre aux reliefs de style roman, qui composent une série d'épisodes évangéliques de la venue du Christ ; seules les colonnes sont modernes.
Sur le côté se trouvent six chapelles, trois de chaque côté. Dans le bas-côté droit, on rencontre d'abord la chapelle dédiée à Saint-Paul, puis celle où se trouvent les sépulcres des évêques diocésains ; enfin, la plus somptueuse est la chapelle Nolfi, ainsi appelée parce qu'elle a été accordée comme patronage à la noble famille Nolfi de Fano. Elle a été installée au début du XVIIe siècle dans un décor baroque exubérant. Des peintures de Domenichino se trouve préservées, représentant des épisodes de la vie de la Vierge Marie.
Dans l'allée de gauche se trouvent les chapelles du Crucifix, de la Vierge Pèlerine et la chapelle du baptistère, dans laquelle Ippolito Aldobrandini, futur pape Clément VIII (1592-1605) fut baptisé le 4 mars 1536 .
Dans le transept, il y a deux autres chapelles : à droite, la chapelle des saints patrons, dédiée à deux saints évêques de Fano, Orso et Eusebio, représentée sur une toile de Ludovico Carracci de 1613 ; à gauche, la chapelle du Saint-Sacrement de style néoclassique, qui a subi plusieurs interventions au cours des siècles, en raison d'un tremblement de terre en 1672, qui a provoqué l'effondrement d'une partie du clocher situé au-dessus, et en raison des bombardements allemands lors de la dernière guerre.
Dans le presbytère se trouve le maître-autel, qui repose sur le sarcophage de San Fortunato; derrière se trouve le chœur en bois du XVIIIe siècle ; en bas, la toile de Sebastiano Ceccarini (1750), qui représente Maria prise au paradis . Sur les côtés, des vitraux avec des représentations des évêques patrons de Fano : Paterniano, Eusebio, Orso et Fortunato.

### Orgue à tuyaux
Dans la tête du bras droit du transept, au-dessus d'une mezzanine spécialement construite, se trouve l'orgue à tuyaux Mascioni Opus 209, construit en 1909. L'instrument, qui a été restauré pour la première fois en 1978 et une deuxième fois en 2000, conserve ses caractéristiques phoniques d'origine et sa transmission pneumatique tubulaire. Il dispose de deux claviers de 58 notes chacun et d'un pédalier droit de 30.